# Nyárfa-zöldbagoly
A nyárfa-zöldbagoly (Earias vernana) a pamacsosszövőfélék családjába tartozó, Európában honos lepkefaj. 

## Megjelenése
A nyárfa-zöldbagoly szárnyfesztávolsága 2-2,1 cm. Elülső szárnya fehéreszöld vagy finom kékeszöld, a felső széle világosabb, a külső pereme sötétebb zöld. Keresztben két nagyjából párhuzamos, sötétebb zöld, töredezett, hullámos, homályos rajzolatú vonal húzódik rajta. A hátsó szárny, mindkét szárny fonákja és rojtja fehér. Tora halványzöld, potroha fehér.
Változékonysága nem számottevő.
Hernyója zöldes- vagy szürkésfehér, minden szelvényén négy apró, szőrös bibircs van. Hátát kis barnásvörös pontok tarkítják. Légzőnyílásai feketék, feje feketésbarna, torlábai feketék, hasa és haslábai piszkosfehérek.
Bábja vörösesbarna, ibolyás csíkokkal.

### Hasonló fajok
A fűzfa-zöldbagoly hasonlít hozzá.  

## Elterjedése
Európában honos az Ibériai-félszigettől az Urálig. Magyarországon országszerte megtalálható, de sehol sem tömeges. 

## Életmódja
Nyárfásokban, vízmenti galériaerdőkben, láperdőkben él. 
Évente két (hűvösebb éghajlaton a második csak részleges, délen lehet egy harmadik nemzedéke is) generációja nő fel április-júniusban és július-augusztusban. Éjszaka aktív. A hernyó különféle nyárfafajok, elsősorban a fehér nyár leveleivel táplálkozik, a felszínüket rágja le. Az ágak csúcsán lévő fiatal leveleket összefonja és itt rejtőzik. Barna szövedékét a levelek fonákjáról lerágott gyapjúval fedi és ágra erősíti. Báb formában telel át.
Magyarországon nem védett.